# Socialistisk Ungdoms Forum
 For alternative betydninger, se SUF.
Socialistisk Ungdoms Forum (SUF) var en dansk socialistisk ungdomsorganisation, som blev stiftet i 1961. I 1962 blev SUF officielt SF's ungdomsorganisation. Organisationen lå på venstrefløjen af partiet og støttede i 1967 udbrydergruppen, der blev til VS. 
I årene herefter blev SUF gradvis mere og mere præget af stridigheder mellem en maoistisk og en trotskistisk fløj, der hver for sig forsøgte at få kontrol med organisationen. Den trotskistiske fløj allierede sig efterhånden med den såkaldt "tredje gruppe", der var socialister uden nogen tilknytning til nogen af de to fløje, i forsøget på at hindre et maoistisk flertal, og det kom i 1969 til, at maoisterne nægtede at anerkende organisationens kongres og i stedet indkaldte til en alternativ kongres, der skulle forberede SUF's tilslutning til Kommunistisk Forbund Marxister-Leninister (KFML). Dette førte efterfølgende til, at den maoistiske fløj blev ekskluderet, og i kølvandet på dette opgør blev SUF i stigende grad trotskistisk domineret. 
Den "tredje gruppe" blev i stigende grad utilpas over trotskisterne stærke position i ledelsen og især deres tilknytning til Fjerde Internationale. De iværksatte derfor en modoffensiv, som bl.a. indebar en storstilet indmeldelseskampagne op til den kommende kongres i 1971. Kampagnen var vellykket, men da det efterhånden blev klart, at den tredje gruppe stod til at få flertal på kongressen, greb det trotskistiske flertal i ledelsen til det greb at gøre de nyindmeldte medlemmer til "kandidatmedlemmer" med tilbagevirkende kraft, hvilket vil sige, at de i en "prøveperiode" var uden stemmeret. Dermed kunne trotskisterne sikre sig et flertal af delegerede til den kommende kongres, hvor de vedtog en eksklusion af deres modstandere og indskrev i SUF's love, at organistionen var tilknyttet Fjerde Internationale. 
Som reaktion på denne udemokratiske ageren afbrød VS samarbejdet med SUF, der året efter (i 1972) omdannedes til Revolutionære Socialisters Forbund som dansk sektion af Fjerde Internationale.
Fem medlemmer af SUF blev i 1970 dømt for tyveri og våbenbesiddelse af trotyl i sagen om den såkaldte Trotylbande.

## Eksterne kilder
- Socialistisk Ungdoms Forum (SUF) i Leksikon for det 21. århundrede på leksikon.org
- Venstresocialisterne (VS) i Leksikon for det 21. århundrede på leksikon.org
- Revolutionære Socialisters Forbund (RSF) i Leksikon for det 21. århundrede på leksikon.org